# Virgilio Angioni
Virgilio Angioni (Quartu Sant'Elena, 14 novembre 1878 – Cagliari, 3 settembre 1947) è stato un presbitero italiano, fondatore delle Figlie di Maria Santissima, Madre della Divina Provvidenza e del Buon Pastore di Cagliari. È stato proclamato venerabile nel 2004.

## Biografia

### Gioventù
Figlio di Vincenzo e Fruttuosa Cabras, all'età di sei anni si trasferì con la famiglia a Santulussurgiu. Conseguita la licenza elementare, si trasferì a Oristano presso uno zio per continuare gli studi al liceo classico, dove ebbe però risultati scolastici negativi. I genitori abbandonarono però l'idea di iscriverlo al meno impegnativo Istituto Enologico di Cagliari e si stabilirono a Oristano, dove Virgilio continuò a frequentare il liceo classico.
Egli frequentava abitualmente la chiesa di San Francesco e dei Padri conventuali e nel 1885 entrò nel seminario arcivescovile di Oristano. Quando Paolo Maria Serci, arcivescovo di Oristano e amico di famiglia, venne trasferito a Cagliari nel 1893, gli offrì un posto gratuito nel seminario cittadino. Qui Virgilio ricevette gli ordini minori (17 dicembre 1899), l'ordinazione diaconale (2 marzo 1901) e quella sacerdotale (1º giugno 1901).
Il 20 ottobre 1901 conseguì la laurea in Sacra Teologia. Negli anni 1902-1904 si trasferì al Collegio Apostolico Leonino di Roma conseguendo la laurea in Diritto Canonico e i diplomi in sociologia, ascetica e pastorale, pedagogia.

### Attività pastorale
Rientrato a Cagliari, venne nominato coadiutore della Collegiata di San Giacomo, di cui poi divenne parroco dal 1908 al 1923. Fondò Il Lavoratore, settimanale democratico cristiano per la Chiesa, per l'Italia e per il popolo e una rivista bimestrale per i sacerdoti sardi.
Durante la prima guerra mondiale organizzò un'agenzia che si occupava del disbrigo delle pratiche relative ai soldati prigionieri di guerra. Istituì il circolo Labor, con scuola serale per operai analfabeti e la Casa del Popolo: centro di attività sociali, culturali e ricreative per ragazzi, a orientamento religioso. Il disagio sociale che dopo la guerra interessava larghi strati della popolazione lo spronò a progettare un'opera di aiuto e soccorso per i più bisognosi. Lasciata la parrocchia, in un vecchio convento in disuso fondò l'Opera del Buon Pastore, finalizzata all'assistenza a giovani ragazze dedite all'accattonaggio e alla prostituzione. Dapprima l'opera si resse sul volontariato, ma in seguito don Angioni volle consolidarla attraverso la fondazione della Congregazione delle suore Figlie di Maria Santissima Madre della Divina Provvidenza e del Buon Pastore, che ottenne l'approvazione pontificia solo dopo la sua morte.
Nel 1991 venne iniziata la causa di beatificazione e nel 2004 è stato proclamato venerabile dalla Chiesa cattolica.